# Unpen-ji

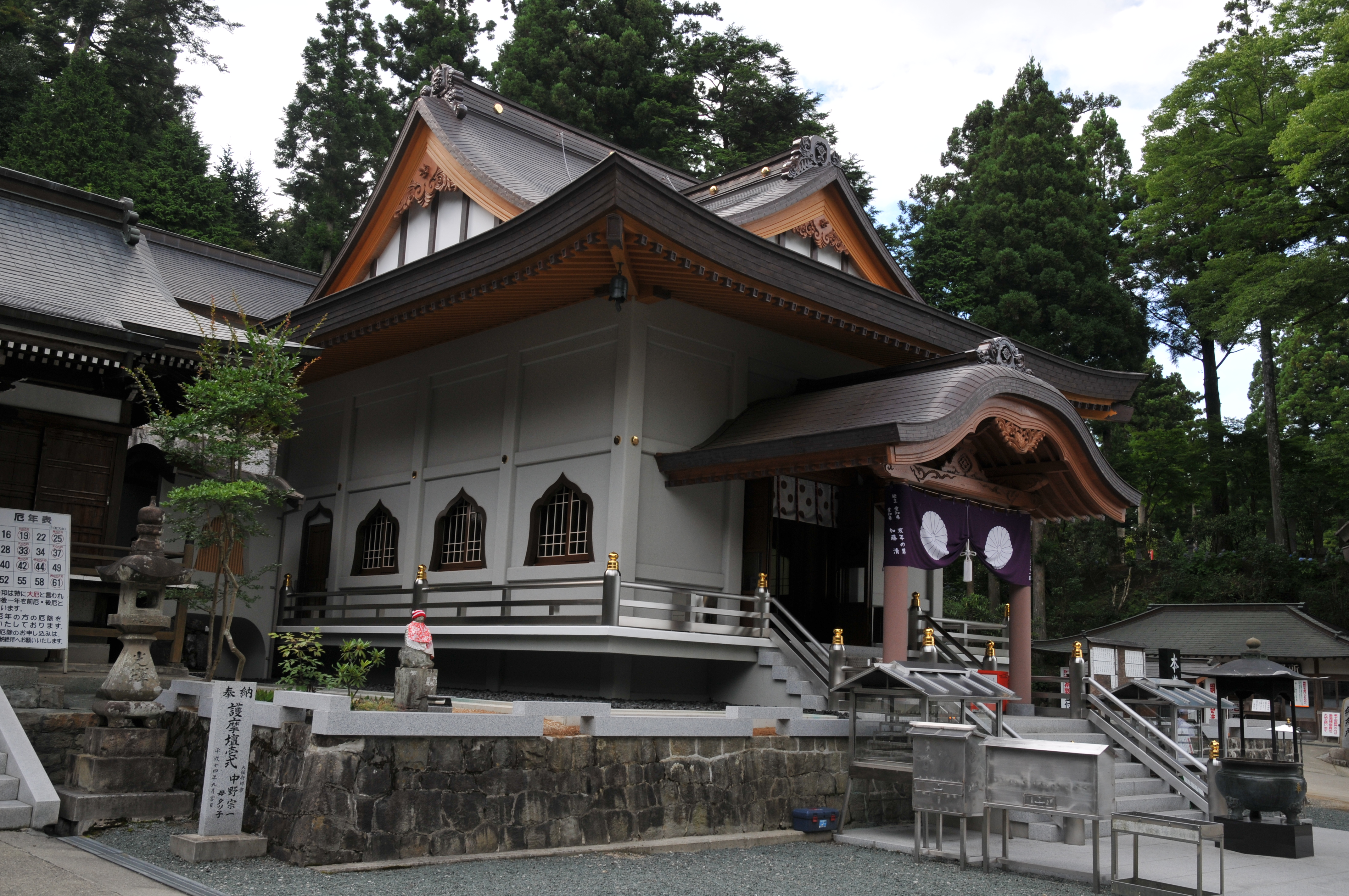
Die Haupthalle des Tempels

Der Unpen-ji (japanisch 雲辺寺) mit den Go Kyogōzan (巨鼇山) und Senjuin (千手院) ist ein Tempel der Shingon-Richtung des Buddhismus in Miyoshi (Präfektur Tokushima). Wegen seiner hohen Lage – der Tempel liegt mit 911 m etwas unterhalb des 927 m hohen Unpenjiyama – wird er auch „Kōya von Shikoku“ (四国高野) genannt. Unmittelbar an der Grenze zur Präfektur Kagawa gelegen, ist er von dort über eine Seilbahn zu erreichen.
In der traditionellen Zählung ist er der 66. Tempel des Shikoku-Pilgerwegs. Man steigt zu ihm hoch vom 65. Tempel, dem Sankaku-ji in der Präfektur Aichi, und steigt von ihm hinab zum 67. Tempel, dem Daikō-ji, auf einem Weg, der früher wegen seines starken Gefälles „Henro korogashi“ (遍路ころがし) genannt wurde also etwa „Stolper-Pilgerweg“.

## Zum Tempel
Priester Kūkai soll diesen Ort dreimal besucht haben: im Jahr Enreki 8 (789), als er 16 Jahre alt war und eine Gebetsstätte anlegte, das zweite Mal im Jahr Daidō 2 (807), als er 34 war und den Tempel ausbaute, und im Jahr Kōnin 8 (818) mit 45 Jahren. Er soll auf Wunsch des Kaisers Saga die Kultfiguren angefertigt haben. Während des Bürgerkrieges in der Tenshō-Ära (1573–1592) residierte Feldherr Chōsokabe Motochika in dieser Gegend und kam zum Gebet zum Tempel. – Der Tempel hatte eine wechselvolle Geschichte, bis er ab der Edo-Zeit von den Fürsten Hachisuka eine fortwährende Unterstützung erfuhr.

## Anlage
Der Tempel besteht aus mehreren Gebäudekomplexen. Eins der Tempeltore ist als Niō-Tor (仁王門) ausgeführt, also als ein Tor, dessen Durchgang von Tempelwächtern flankiert wird. Die Haupthalle (本堂, Hondō) ist ein Neubau aus den letzten Jahren. Weiter gibt es die Halle zum Gedenken an den Tempelgründer, die Daishidō (大師堂). Hinter ihr steht eine weitere Halle, die „Hintere Daishidō“ (大師堂奥殿, Daishdō Okuden).

## Schätze
Verehrt wird eine aus Holz gefertigte, tausendarmige sitzende Kannon (木造千手観音坐像, Mokuzō senshu Kannon zazō), die von Priester Kyōjin (経尋) angefertigt wurde. Sie ist als Wichtiges Kulturgut Japans registriert. Ein weiteres Wichtiges Kulturgut ist ein aus Holz gefertigter, stehender Bishamonten (木造毘沙門天立像, Mokuzō Bishamon-ten ritsuzō).

## Bilder

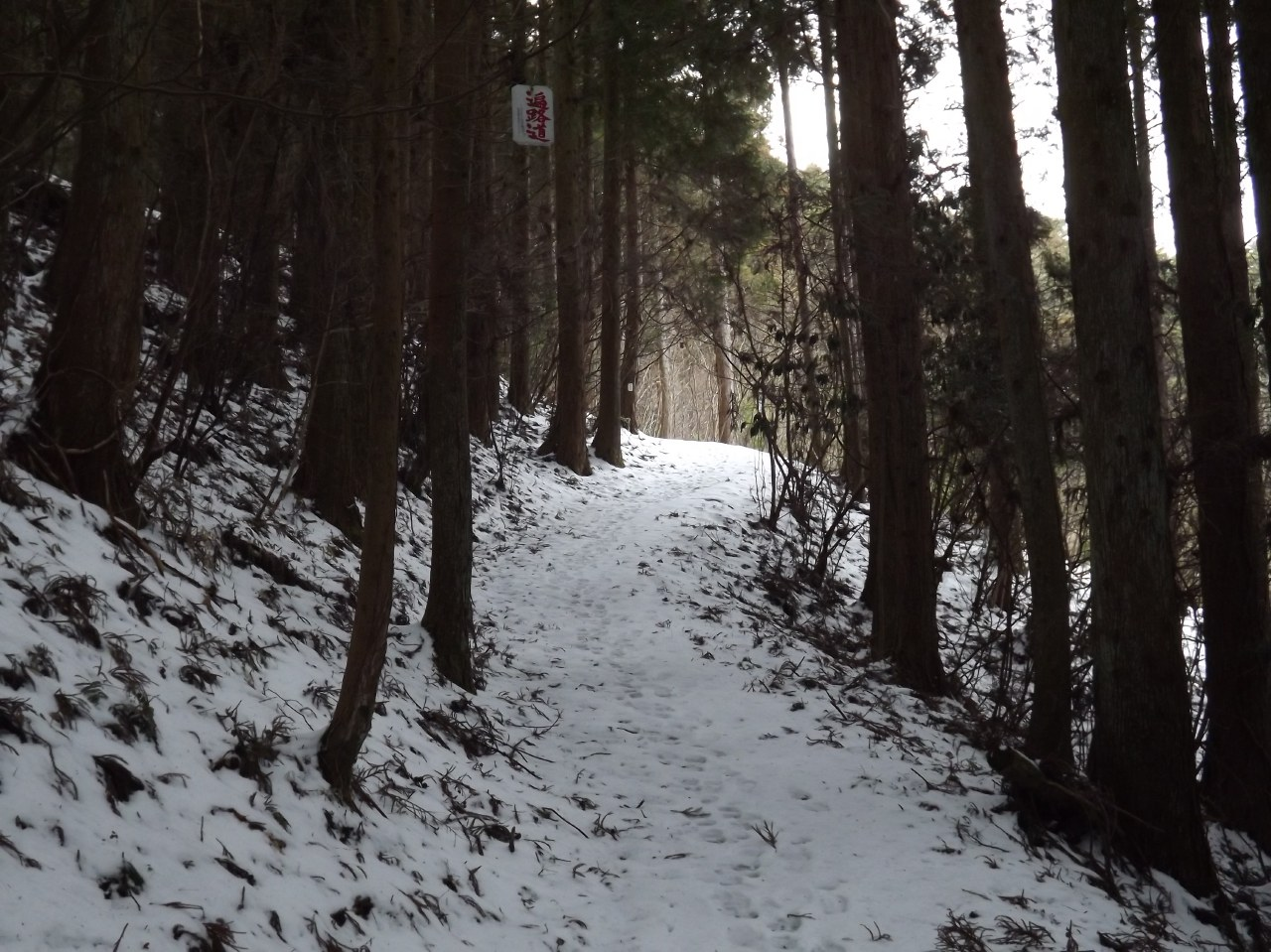
Schmaler Weg zum Tempel
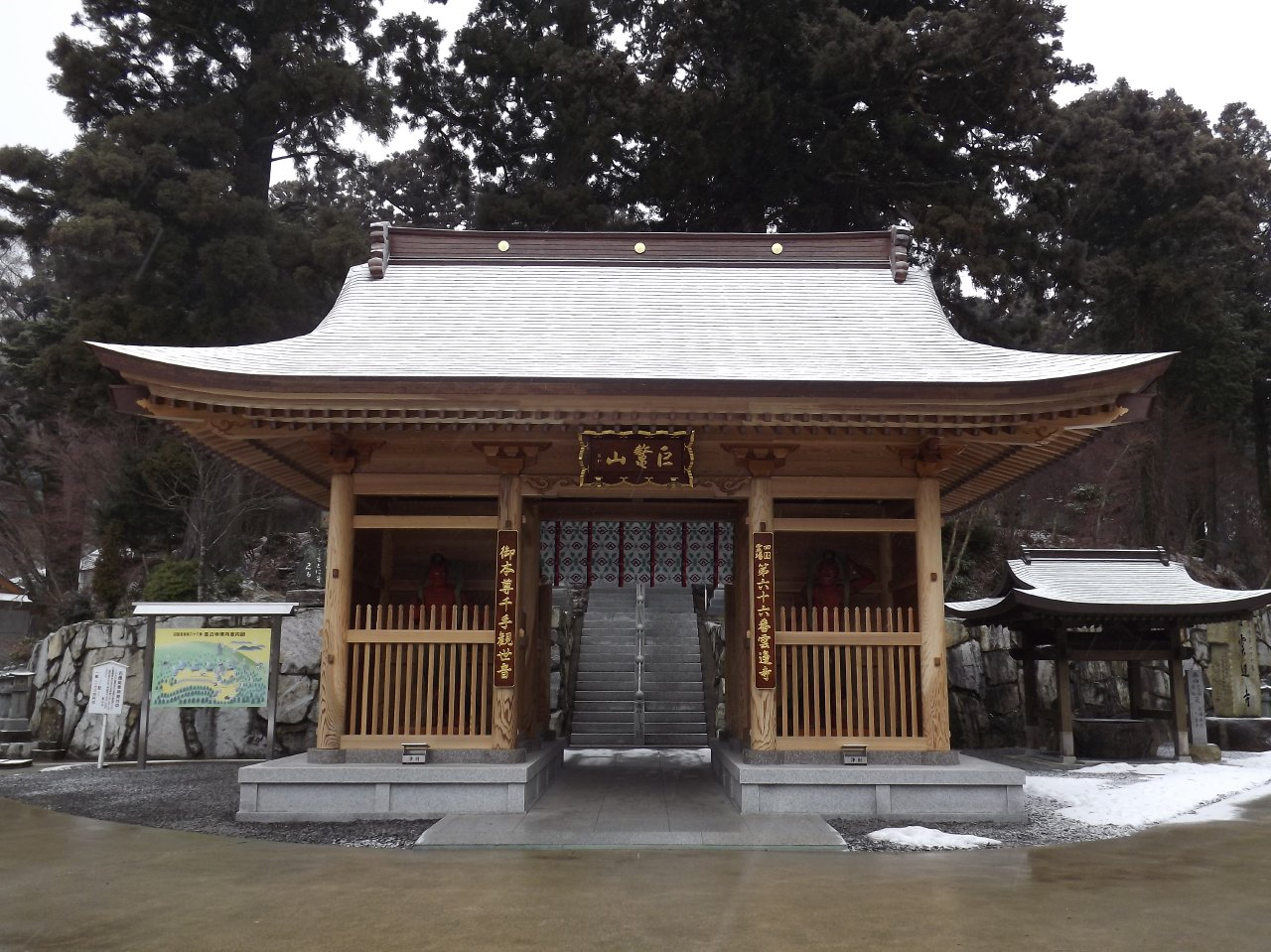
Niō-Tor
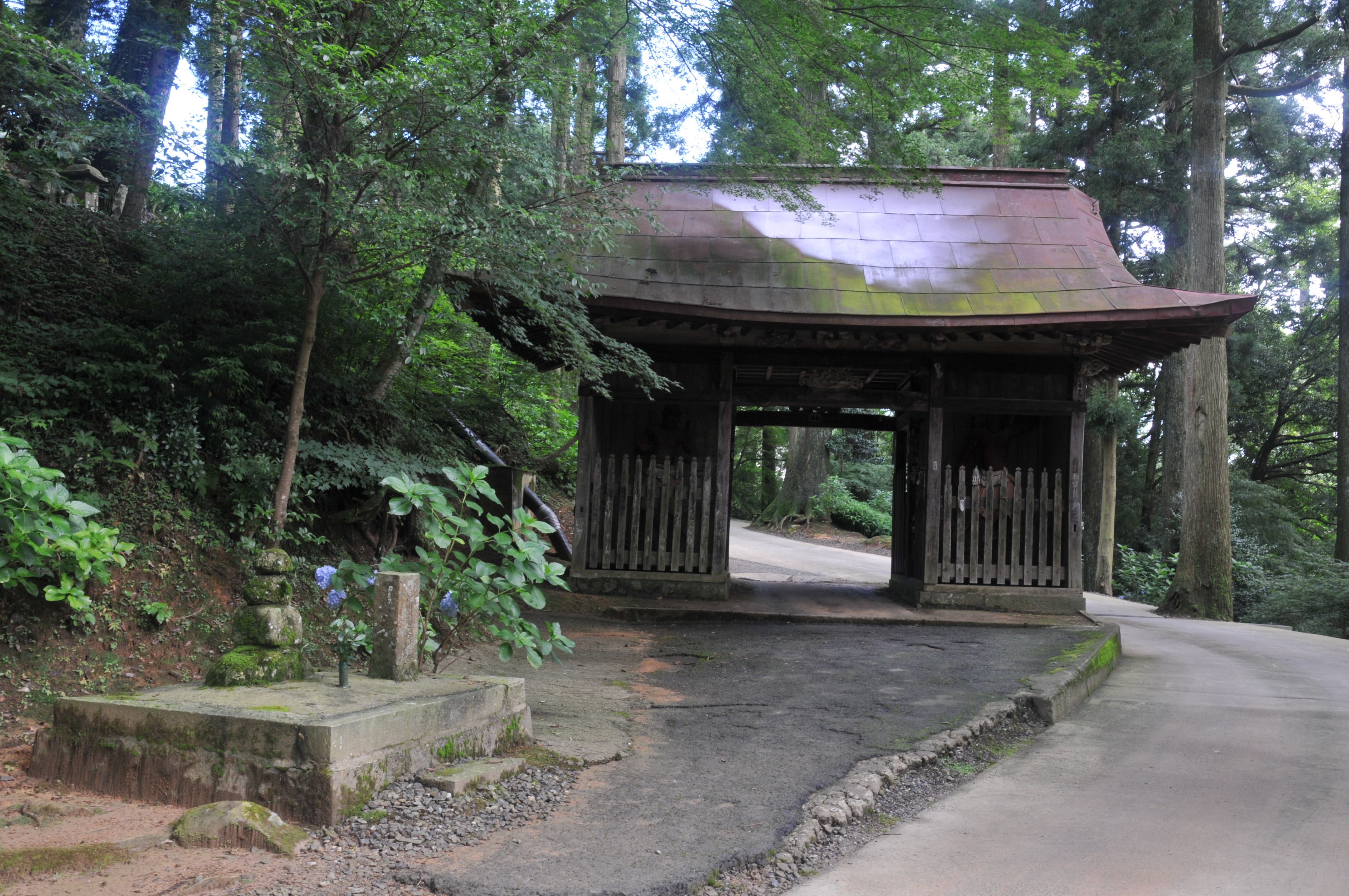
Tempeltor
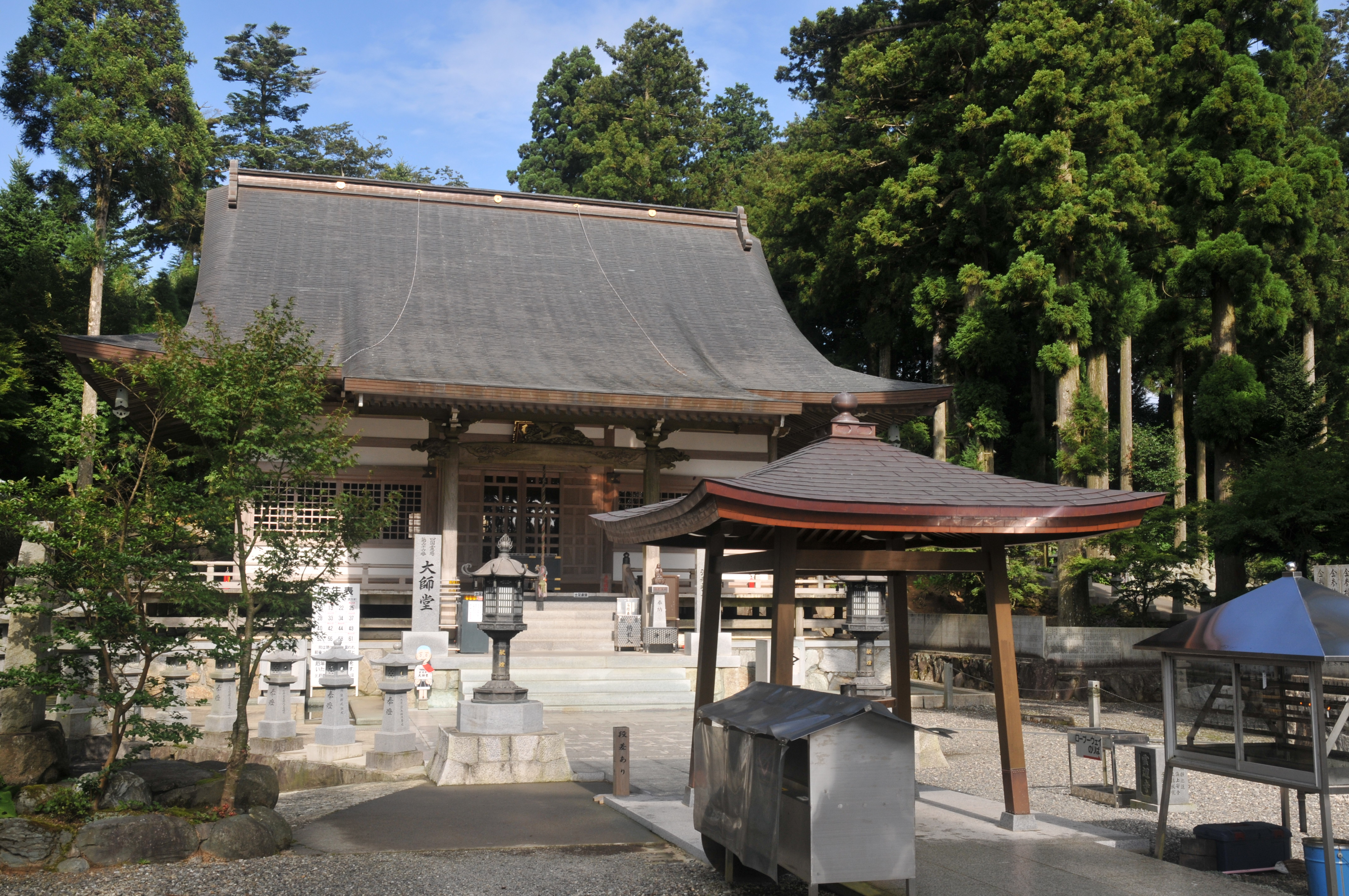
Daishidō
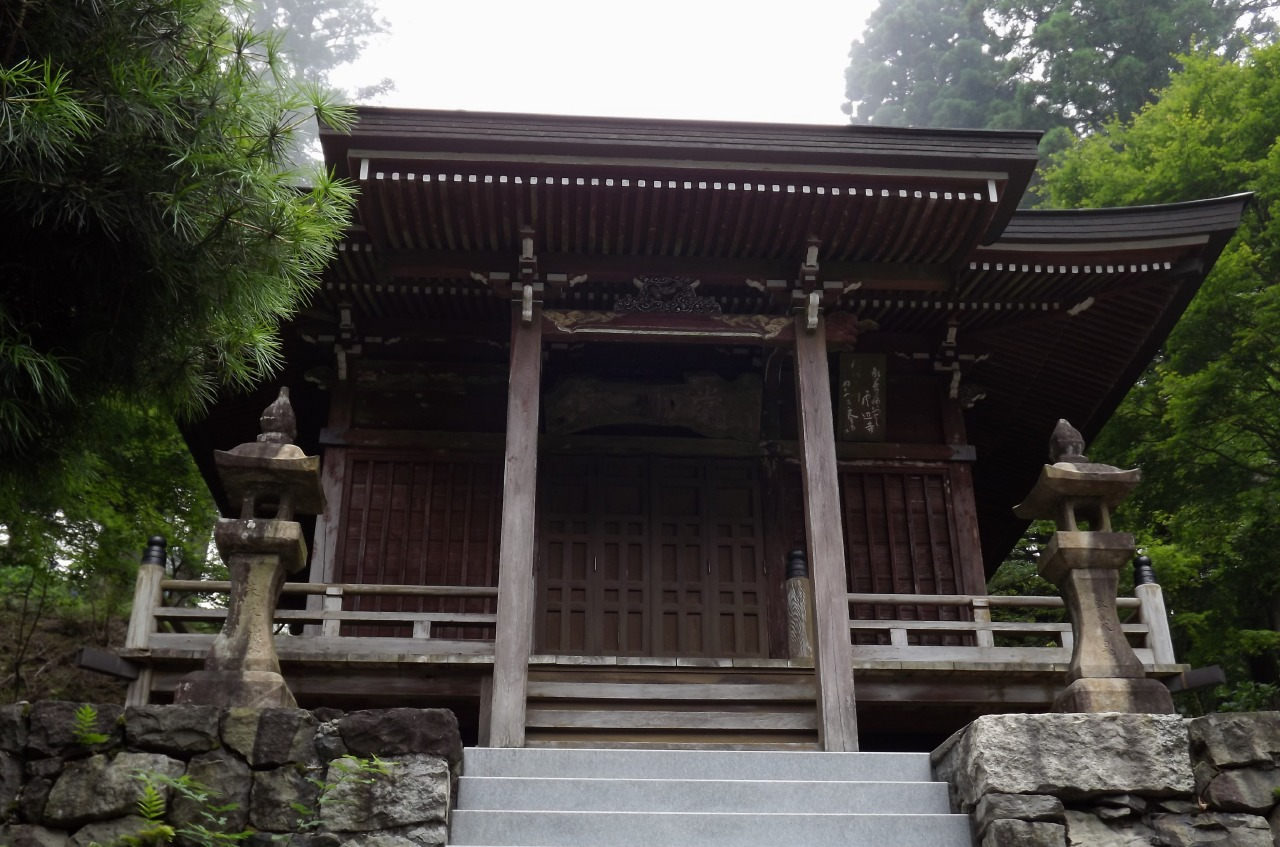
Daishidō Okuden